# Rinku Gate Tower
Tòa nhà Rinku Gate Tower (tiếng Nhật: りんくうゲートタワービル - Rinkū Gēto Tawā Biru) là một tòa nhà chọc trời ở Izumisano, Nhật Bản. Đây là tác phẩm của kiến trúc sư Nikken Sekkei và công ty Yasui Architects & Engineers. Tòa nhà này được hoàn thành năm 1996 với chiều cao 256 m bao gồm 56 tầng.